# Памятник Фёдору Толбухину (Москва)
Памятник Маршалу Советского Союза Фёдору Ивановичу Толбухину установлен в 1960 году в Москве в сквере на Самотёчной улице. Авторы монумента — скульптор Л. Е. Кербель и архитектор Г. А. Захаров. Памятник имеет статус объекта культурного наследия федерального значения.

## История
В 1949 году скульптор Л. Е. Кербель изготовил бюст маршала Ф. И. Толбухина, а спустя год приступил к работе над проектом памятника. К 1960 году памятник был готов.
14 мая 1960 года памятник был торжественно открыт в сквере на Самотёчной улице. Присутствовали представители трудящихся, партийных, общественных организаций города, воинских частей Московского гарнизона.

## Описание
Трёхметровая бронзовая скульптура установлена на постаменте из чёрного лабрадорита. Маршал Ф. И. Толбухин запечатлён во весь рост, в шинели. Его взгляд устремлён вдаль, левая нога слегка выдвинута вперёд. Руки полуопущены, в левой руке — снятые перчатки. Скульптор передал уверенность и решительность военачальника, сочетание личной отваги с искусством руководства войсками. Лучше всего скульптура воспринимается в фас и в три четверти слева.
Постамент памятника, выполненный архитектором Г. А. Захаровым, представляет собой куб из полированного темно-серого гранита. Этот куб в нижней части переходит в грубый колотый блок, установленный на квадратном цоколе со скатом. На кубическом постаменте высечены слова: «Маршал Советского Союза. Федор Иванович Толбухин. 1894—1949 г.».